# Giovanna di Borbone-Vendôme
Giovanna di Borbone (1465 – 22 gennaio 1511) fu figlia di Giovanni VIII di Borbone-Vendôme e di sua moglie Isabelle de Beauvau.

## Primo matrimonio
Sposò Giovanni II di Borbone nel 1487. Lo sposo aveva circa sessantuno anni mentre la sposa solo ventidue; Giovanni era sopravvissuto due mogli precedenti e al suo unico figlio, e si sposò perché aveva bisogno di un erede. Ebbero un solo figlio:
- Luigi, conte di Clermont (1488), che però non sopravvisse a lungo.

Giovanni II morì lo stesso anno del suo secondo figlio.

## Quasi regina
Dopo essere rimasta vedova, Carlo VIII di Francia volle sposarla, perché, si dice, colpito dal suo fascino. Fu scelto anche il luogo per le nozze (Moulins), tuttavia la regina madre, Carlotta di Savoia, aveva programmato per il figlio un matrimonio con la ricca ereditiera Anna di Bretagna. Di conseguenza l'impegno del re con Giovanna venne sciolto.  Desormeaux commentò che Giovanna sarebbe stata regina di Francia, se la bellezza e l'amore avessero potuto indossare la corona.

## Secondo matrimonio
Giovanna rimase vedova per sette anni. L'11 gennaio 1495, sposò il suo secondo marito Giovanni III de La Tour d'Auvergne. Ebbero due figlie:
- Anna, che sposò John Stewart, II duca di Albany
- Maddalena, che sposò Lorenzo II, duca di Urbino e fu madre di Caterina de' Medici, regina di Francia.,

Giovanni III morì il 28 marzo 1501. 

## Terzo matrimonio
Rimase vedova due anni, poi, nel 1503, Giovanna sposò il suo terzo e ultimo marito, Francesco de La Pause, barone de la Garde. Non ebbero discendenza.

## Ascendenza
|                                  |                    |                       | Genitori                  |  |  | Nonni |  |  | Bisnonni                        |  |  | Trisnonni                      |  |
|                                  |                    |                       |                           |  |  |       |  |  | Giovanni I di Borbone-La Marche |  |  | Giacomo I di Borbone-La Marche |  |
|                                  |                    |                       |                           |  |  |       |  |  | Giovanni I di Borbone-La Marche |  |  | Giacomo I di Borbone-La Marche |  |
|                                  |                    | Giovanna di Châtillon |                           |  |  |       |  |  | Giovanni I di Borbone-La Marche |  |  |                                |  |
| Luigi I di Borbone-Vendôme       |                    |                       |                           |  |  |       |  |  | Giovanni I di Borbone-La Marche |  |  |                                |  |
|                                  |                    | Caterina di Vendôme   | Giovanni VI di Vendôme    |  |  |       |  |  |                                 |  |  |                                |  |
|                                  |                    | Caterina di Vendôme   | Giovanni VI di Vendôme    |  |  |       |  |  |                                 |  |  |                                |  |
|                                  |                    | Caterina di Vendôme   | Joan di Ponthieu          |  |  |       |  |  |                                 |  |  |                                |  |
| Giovanni VIII di Borbone-Vendôme |                    | Caterina di Vendôme   |                           |  |  |       |  |  |                                 |  |  |                                |  |
|                                  |                    | Guy XIII de Laval     | Raoul IX de Montfort      |  |  |       |  |  |                                 |  |  |                                |  |
|                                  |                    | Guy XIII de Laval     | Raoul IX de Montfort      |  |  |       |  |  |                                 |  |  |                                |  |
|                                  |                    | Guy XIII de Laval     | Jeanne de Kergorlay       |  |  |       |  |  |                                 |  |  |                                |  |
| Jeanne de Laval                  |                    | Guy XIII de Laval     |                           |  |  |       |  |  |                                 |  |  |                                |  |
|                                  |                    | Anne de Laval         | Guy XII de Laval          |  |  |       |  |  |                                 |  |  |                                |  |
|                                  |                    | Anne de Laval         | Guy XII de Laval          |  |  |       |  |  |                                 |  |  |                                |  |
|                                  |                    | Anne de Laval         | Jeanne de Laval-Tinténiac |  |  |       |  |  |                                 |  |  |                                |  |
| Giovanna di Borbone-Vendôme      |                    | Anne de Laval         |                           |  |  |       |  |  |                                 |  |  |                                |  |
|                                  | Pierre de Beauveau | Jean de Beauvau       |                           |  |  |       |  |  |                                 |  |  |                                |  |
|                                  | Pierre de Beauveau | Jean de Beauvau       |                           |  |  |       |  |  |                                 |  |  |                                |  |
|                                  | Pierre de Beauveau | Jeanne de Tigny       |                           |  |  |       |  |  |                                 |  |  |                                |  |
| Louis de Beauvau                 | Pierre de Beauveau |                       |                           |  |  |       |  |  |                                 |  |  |                                |  |
|                                  |                    | Jeanne de Craon       | Pierre de Craon           |  |  |       |  |  |                                 |  |  |                                |  |
|                                  |                    | Jeanne de Craon       | Pierre de Craon           |  |  |       |  |  |                                 |  |  |                                |  |
|                                  |                    | Jeanne de Craon       | Jeanne de Châtillon       |  |  |       |  |  |                                 |  |  |                                |  |
| Isabelle de Beauvau              |                    | Jeanne de Craon       |                           |  |  |       |  |  |                                 |  |  |                                |  |
|                                  |                    | Ferri V de Chambley   | Ferri IV de Chambley      |  |  |       |  |  |                                 |  |  |                                |  |
|                                  |                    | Ferri V de Chambley   | Ferri IV de Chambley      |  |  |       |  |  |                                 |  |  |                                |  |
|                                  |                    | Ferri V de Chambley   | Ermengarde de Florange    |  |  |       |  |  |                                 |  |  |                                |  |
| Marguerite de Chambley           |                    | Ferri V de Chambley   |                           |  |  |       |  |  |                                 |  |  |                                |  |
|                                  |                    | Jeanne de Launoy      | …                         |  |  |       |  |  |                                 |  |  |                                |  |
|                                  |                    | Jeanne de Launoy      | …                         |  |  |       |  |  |                                 |  |  |                                |  |
|                                  |                    | Jeanne de Launoy      | …                         |  |  |       |  |  |                                 |  |  |                                |  |
|                                  |                    | Jeanne de Launoy      |                           |  |  |       |  |  |                                 |  |  |                                |  |